# Marek Dębowski
Marek Dębowski (ur. 1953) – polski teatrolog i romanista, doktor habilitowany nauk humanistycznych, nauczyciel akademicki Uniwersytetu Jagiellońskiego.

## Życiorys
Studiował na Państwowej Wyższej Szkole Teatralnej im. Ludwika Solskiego w Krakowie, Uniwersytecie Jagiellońskim i Centre Européen Universitaire w Nancy. W latach 1973–1976 był aktorem w krakowskim Teatrze STU. Na Uniwersytecie Jagiellońskim pracuje od 1978 roku. Gościnnie wykładał również na Université Nancy 2 oraz Université Stendhal w Grenoble. W latach 1983–1988 był publicystą miesięcznika „Zdanie”. Jest członkiem La Société française d'études du XVIIIe siècle (SFEDS), Centre Européen Universitaire de Nancy oraz Polskiego Towarzystwa Badań nad Wiekiem Osiemnastym.
Zainteresowania akademickie Marka Dębowskiego obejmują dzieje polskiego i francuskiego teatru w XVIII wieku oraz edytorstwo tekstów poświęconych historii i estetyce teatru. Dębowski współtworzył serię Theatroteka wydawaną przez słowo/obraz terytoria oraz tłumaczył literaturę francuską (przekładał takich autorów, jak Jules Barbey d’Aurevilly, Antoine-François Riccoboni, Denis Diderot czy piszący po francusku Niemiec Wilhelm von Humboldt). Opracował w serii Biblioteka Narodowa Wesele Figara Pierre’a Beaumarchais’go w tłumaczeniu Tadeusza Boya-Żeleńskiego.

## Publikacje

### Prace oryginalne
- 1996 Trzy szkice o aktorstwie tragicznym w dobie Oświecenia i klasycyzmu
- 2001 Francuskie konteksty teatru polskiego w dobie oświecenia

### Przekłady
- 1991 Emanuel Murray, O aktorach i grze teatralnej (wydanie dwujęzyczne)
- 1997 Jules Barbey d’Aurevilly, Oczarowana
- 2005 Antoine François Riccoboni, Sztuka teatru (seria Theatroteka)
- 2008 Denis Diderot, Pisma estetycznoteatralne (seria Theatroteka)
- 2010 Wilhelm von Humboldt, Uwagi Niemca o sztuce scenicznej francuskich aktorów tragicznych (seria Theatroteka)